# Limbert Pérez
Limbert Omar Pérez Mauricio (Iriona, 26 luglio 1976) è un ex calciatore honduregno, di ruolo difensore.

## Carriera

### Club
Ha giocato nella prima divisione honduregna.

### Nazionale
Ha partecipato alla Copa América 2001.